# فرانك مونيوث
فرانك مونيوث (بالإسبانية: Frank Muñoz)‏ هو ملاكم كيك بوكسينغ إسباني، ولد في 14 أغسطس 1983 في برشلونة في إسبانيا.